# پاراسلسوس
پاراسلسوس (به انگلیسی: Paracelsus)، (زاده شده با نام: تئوفراستوس فیلیپوس آورلوس بومباستوس فون هوهنهایم،Theophrastus Phillippus Aureolus Bombastus von Hohenheim)، (زادهٔ ۱۱ دسامبر یا ۱۷ نوامبر ۱۴۹۳ در آین‌سیدن، سوئیس - درگذشتهٔ ۲۴ سپتامبر ۱۵۴۱ در سالزبورگ، اتریش)، پزشک و کیمیاگر و گیاه‌شناس و ستاره‌شناس سوئیسی-آلمانی در دوران رنسانس بود.
پاراسلسوس به معنی فرا سلسوس می‌باشد. سلسوس نام یک طبیب برجستهٔ رومی بوده که پاراسلسوس خود را از او برتر می‌دانست.
او کتابی با نام بیماری معدنچی‌ها و دیگر امراض آنها نوشت که آن را می‌توان نخستین نمونهٔ شاخه‌ای از دانش پزشکی دانست که بعدها با نام طب کار شناخته شد. همچنین نشان داد که بیماری کارگران معادن بر اثر استشمام بخارهای سنگ فلزاتی است که با آنها سروکار دارند و نه (بر اساس عقیده رایج) ارواحی که در کوه‌ها پنهان شده‌اند.
وی نخستین کسی بود که علائم بیماری سفلیس را درست تشریح کرد. نیز روش درمانی او نشان می‌دهد که از نوعی شیوه هومئوپاتی برای درمان استفاده می‌کرده است و او را می‌توان از پیشروان در این زمینه دانست. او کسی بود که اولین بار نام zincum را بر روی فلز روی نهاد که تا امروز در زبان‌های اروپایی بکار می‌رود. پاراسلسوس به مسائل ماورالطبیعی و ارتباط با ارواح علاقه داشته است. مطالعه زندگی وی نشان می‌دهد که با مسائل عرفانی و متافیزیک مرتبط بوده تا حدی که برخی وی را پدیدآورندهٔ اصلی فرقه روزی کروسیان (انجمن صلیب و گل رز) می‌دانند.

## مخالفت با پزشکان دانشگاهی
پاراسلسوس تأکید داشت که علم شفا در دست طبیبان و روحانیان دانشگاه‌رفته نیست. کارهای او تهدید آشکاری برای موقعیت اجتماعی و اقتصادی عالمان و عاملان طب رسمی بود. در سال ۱۵۲۶ از او دعوت شد تا استاد پزشکی دانشگاه بازل شود. او از این کرسی برای حملاتی شدید به طب دانشگاهی استفاده کرد تا جایی‌که در سال ۱۵۲۷، در اقدامی نمایشی برای تحقیر مراجع طب قدیم، نسخه‌ای از کتاب قانون ابن‌سینا را که از متون درسی طب جالینوس بود در برابر دیدگان همگان به آتش افکند. مدت زمان تدریس او در دانشگاه پزشکی طولی نکشید و او پس از آن تا پایان زندگی‌اش، طبیب فقیر دوره‌گردی شد که افکار مخالفش را همه جا جار می‌زد.
او نوشته‌های جالینوس را نیز آتش زد.
یکی از مواردی که پاراسلسوس را از جامعه پزشکی طرد کرد این بود که او اصرار داشت که «جراح نمی‌شود که طبیب نباشد»، حال آنکه در دوران او پزشکان به جراحی به چشم حقارت می‌نگریستند.